# Huperzia hookeri
Huperzia hookeri là một loài thực vật có mạch trong Họ Thạch tùng. Loài này được (Wall. ex Hook. & Grev.) Holub mô tả khoa học đầu tiên năm 1991.